# Vytautas le Grand
Vytautas le Grand (en français : Vitold le Grand, en lituanien Vytautas Didysis, en biélorusse : Vitavt ou Vitaut, en allemand : Witavdt, Witaut , en polonais : Witold Kiejstutowicz, en ruthène Vitovt ; l'appellation le Grand fut ajoutée au XIXe siècle par les historiens lituaniens), né vers 1350, mort le 27 octobre 1430 à Loutsk, est un grand-duc de Lituanie.
Il est baptisé le 21 octobre 1383[Quoi ?] sous le nom de Wigand et en 1384[Quoi ?] sous le nom d'Alexandre. Il fut un des plus fameux souverains du grand-duché de Lituanie (1392-1430), prince de Hrodna (1370-1382) et prince de Loutsk (1387-1389). Il était le fils de Kęstutis, cousin de Ladislas II Jagellon (Jagiełło, Jogaila, Yahayla) et grand-père de Vassili II de Russie.

## Biographie
En 1382, il fait la guerre contre son cousin Ladislas II, soutenant son père Kęstutis. Il est défait et emprisonné, mais il parvient à s'échapper et se réfugier chez les chevaliers Teutoniques, chez qui il est baptisé en 1384[Quoi ?] dans le rite catholique, recevant le nom de Wigand, ou Vitold en français. Plus tard, cependant, il s'éloigne du christianisme et se tourne vers le paganisme. Mais, après avoir participé à plusieurs incursions contre Ladislas, il se réconcilie avec lui en 1384, et participe à la signature de l'union de Krewo entre la Pologne et la Lituanie en 1385. Il est de nouveau baptisé en 1386[Quoi ?] dans le rite catholique, recevant le nom d'Alexandre (en lituanien Aleksandras).
Il échappe de nouveau aux chevaliers Teutoniques au début de l'année 1390. Il devient gouverneur de la Lituanie en 1392. Il suit sa propre politique, et il obtient le soutien du pape Boniface IX pour organiser une croisade contre les Mongols. Après avoir été défait par la Horde d'or à la bataille de la Vorskla en 1399, il améliore encore les relations avec la Pologne, ayant pour résultat l'union de Vilnius et Radom en 1401. Il reçoit en échange le titre de grand-duc de Lituanie. Il conquiert Smolensk en 1404 et entre en guerre contre la principauté de Moscou de 1406 à 1408, qui se conclut par la paix de l'Ougra (ru). Il soutient un soulèvement contre l'Ordre Teutonique en Samogitie. En 1410, il commande les forces du grand-duché de Lituanie pendant la bataille de Grunwald (également appelée bataille de Tannenberg). En raison du premier traité de Thorn en 1411, il reçoit la Samogitie (Lituanie inférieure demeurée païenne) en viager (après une autre guerre avec l'Ordre Teutonique, la Samogitie sera définitivement intégrée à la Lituanie en 1422). Il est l'un des créateurs de l'union de Horodlo avec la Pologne en 1413.
Il a activement participé au développement économique de son État, et présenté beaucoup de réformes.
La Lituanie s'est lentement centralisée sous son règne, pendant que les princes locaux étaient remplacés par les gouverneurs du duc.
En 1429, après l'échec du Congrès de Loutsk, il tente de recevoir le titre de roi avec le soutien de l'Empereur Sigismond Ier, mais, les délégués qui transportent la couronne sont arrêtés par des magnats polonais. Une autre couronne est envoyée, mais Vitold (Vytautas) meurt au château de Trakai quelques jours avant son arrivée.[réf. nécessaire]
Vytautas le Grand est enterré à la cathédrale de Vilnius.

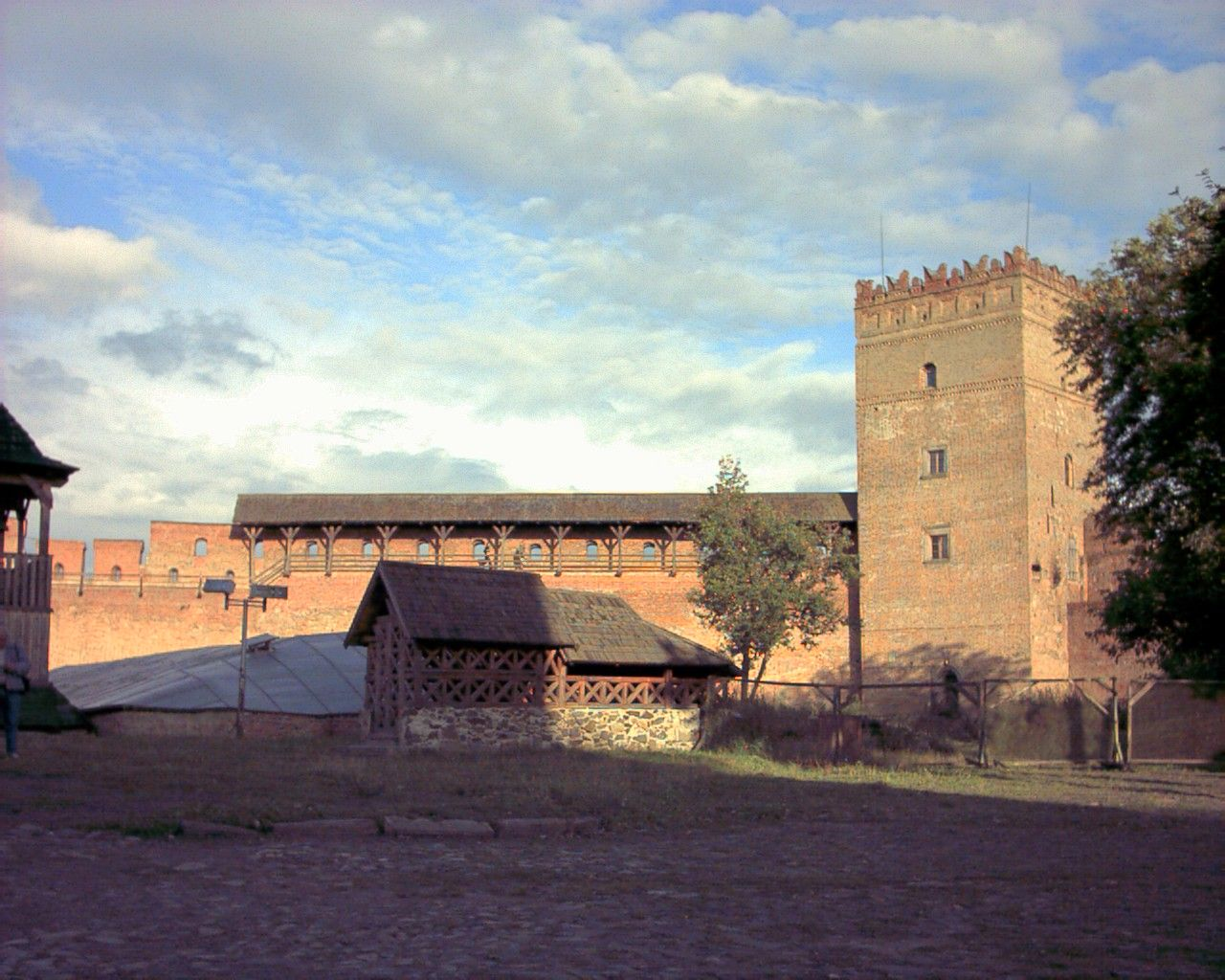
Château de Loutsk.
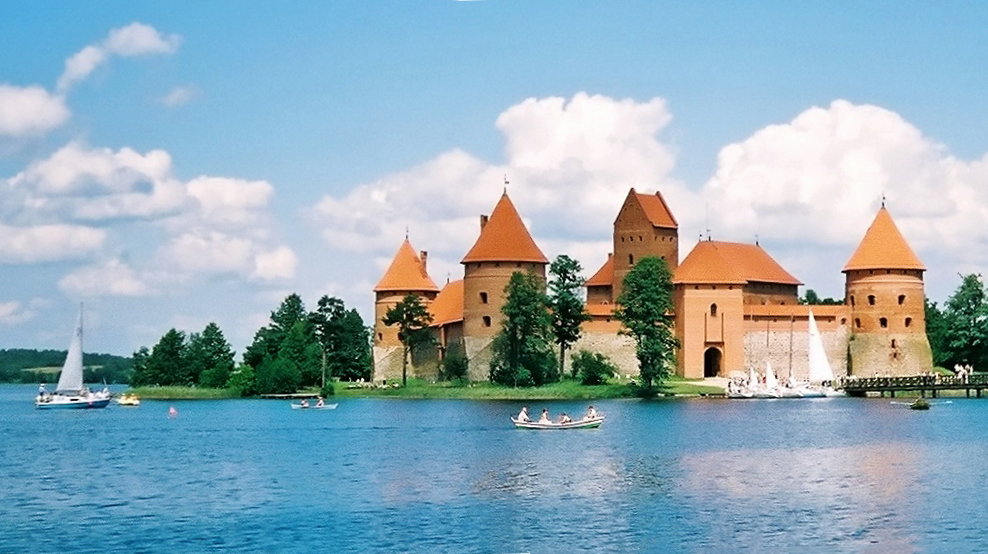
Le château de Trakai.

## Hommages

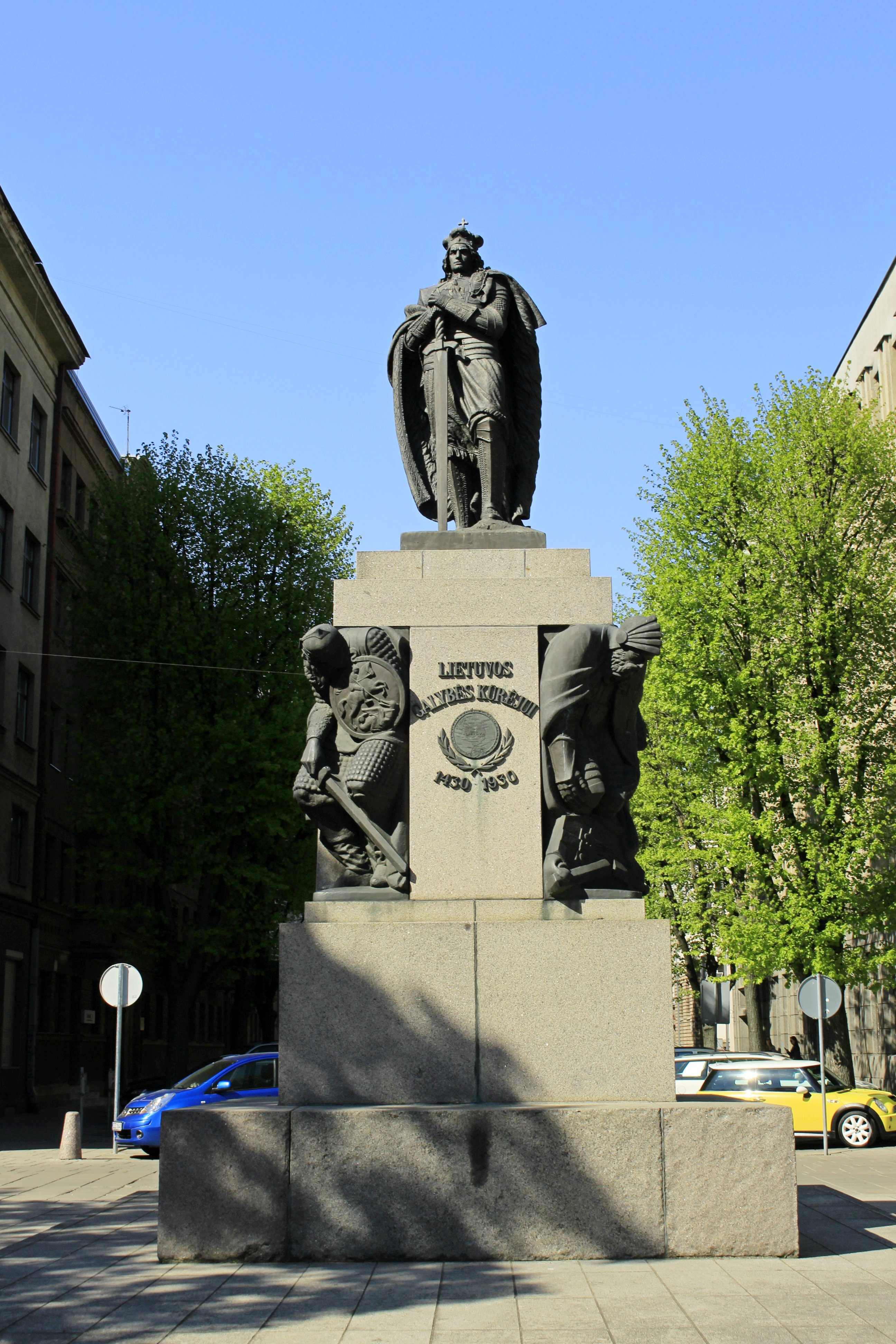
Statue à Kaunas.

La 40e brigade d'artillerie d'Ukraine porte son nom, l'Ordre de Vytautas le Grand, Université Vytautas-le-Grand en Lituanie, sa statue à Kaunas, où l'église de Vytautas le Grand porte son nom.